# Giải bóng chuyền nam Vô địch châu Á 1975
Giải bóng chuyền nam Vô địch châu Á 1975 là giải Vô địch châu Á lần thứ 1, được tổ chức từ 12 đến 20 tháng 8 năm 1975 ở Melbourne, Úc.

## Kết quả
|      |             | Điểm | Trận đấu | Trận đấu | Set | Set | Set    | Điểm | Điểm | Điểm  |
| Hạng | Đội         | Điểm | T        | B        | T   | B   | Tỷ lệ  | T    | B    | Tỷ lệ |
| ---- | ----------- | ---- | -------- | -------- | --- | --- | ------ | ---- | ---- | ----- |
|      | Nhật Bản    | 12   | 6        | 0        | 18  | 1   | 18.000 |      |      |       |
|      | Hàn Quốc    | 11   | 5        | 1        | 16  | 5   | 3.200  |      |      |       |
|      | Trung Quốc  | 10   | 4        | 2        | 14  | 6   | 2.333  |      |      |       |
| 4    | Úc          | 9    | 3        | 3        | 9   | 11  | 0.818  |      |      |       |
| 5    | Philippines | 8    | 2        | 4        | 8   | 12  | 0.667  |      |      |       |
| 6    | Indonesia   | 7    | 1        | 5        | 3   | 16  | 0.188  |      |      |       |
| 7    | New Zealand | 6    | 0        | 6        | 1   | 18  | 0.056  |      |      |       |

| Ngày       |             | Điểm |             | Set 1 | Set 2 | Set 3 | Set 4 | Set 5 | Tổng  |
| ---------- | ----------- | ---- | ----------- | ----- | ----- | ----- | ----- | ----- | ----- |
| 17 tháng 8 | Philippines | 2–3  | Úc          |       |       |       |       |       |       |
| 18 tháng 8 | New Zealand | 0–3  | Nhật Bản    | 1–15  | 5–15  | 1–15  |       |       | 7–45  |
| 20 tháng 8 | Hàn Quốc    | 3–0  | Philippines | 15–4  | 15–4  | 15–0  |       |       | 45–8  |
| 20 tháng 8 | Nhật Bản    | 3–0  | Indonesia   | 15–2  | 15–6  | 15–5  |       |       | 45–13 |
| 21 tháng 8 | Indonesia   | 0–3  | Hàn Quốc    | 4–15  | 4–15  | 2–15  |       |       | 10–45 |
| 21 tháng 8 | Philippines | 0–3  | Trung Quốc  | 11–15 | 9–15  | 6–15  |       |       | 26–45 |
| 21 tháng 8 | Úc          | 0–3  | Nhật Bản    | 3–15  | 5–15  | 5–15  |       |       | 13–45 |
| 23 tháng 8 | Hàn Quốc    | 3–0  | Úc          | 15–5  | 15–3  | 15–5  |       |       | 45–13 |
| 23 tháng 8 | Nhật Bản    | 3–0  | Trung Quốc  | 15–4  | 15–6  | 15–9  |       |       | 45–19 |
| 24 tháng 8 | Trung Quốc  | 3–0  | Úc          | 15–4  | 15–4  | 15–5  |       |       | 45–13 |
| 24 tháng 8 | Nhật Bản    | 3–0  | Philippines | 15–3  | 15–5  | 15–3  |       |       | 45–11 |
| 25 tháng 8 | Trung Quốc  | 3–0  | New Zealand | 15–8  | 15–5  | 15–8  |       |       | 45–21 |
| 26 tháng 8 | Indonesia   | 3–1  | New Zealand | 15–12 | 15–17 | 15–10 | 15–8  |       | 60–47 |
| 27 tháng 8 | Hàn Quốc    | 3–2  | Trung Quốc  | 15–11 | 15–7  | 13–15 | 10–15 | 15–9  | 68–57 |
| 28 tháng 8 | Nhật Bản    | 3–1  | Hàn Quốc    | 16–14 | 15–13 | 12–15 | 15–6  |       | 58–48 |

## Bảng xếp hạng
| Hạng | Đội         |
| ---- | ----------- |
| 1    | Nhật Bản    |
| 2    | Hàn Quốc    |
| 3    | Trung Quốc  |
| 4    | Úc          |
| 5    | Philippines |
| 6    | Indonesia   |
| 7    | New Zealand |

|  | Đủ điều kiện cho Thế vận hội Mùa hè 1976 |

| Giải bóng chuyền nam Vô địch châu Á 1975 |
| ---------------------------------------- |
| · Nhật Bản · Lần đầu                     |